# Флаг Камеруна
Государственный флаг Республики Камерун (фр. Drapeau du Cameroun, англ. Flag of Cameroon) — принят 20 мая 1975 года.

## Описание и символика
В Конституции Республики Камерун, которая была принята 2 июня 1972 года и с последними изменениями, внесёнными законом № 96/06 от 18 января 1996 года, в п.5 статьи 1 части I флаг описан следующим образом:

Флаг должен быть зеленый, красный, жёлтый в трёх равных вертикальных полосах c одной золотой звездой в центре красной полосы.

Флаг представляет собой комбинацию панафриканских цветов (зелёного, жёлтого, красного), расположенных вертикально, как на флаге Франции, бывшей метрополии.
Цвета имеют следующее значение:
- Зелёный цвет символизирует леса в южной части Камеруна;
- Красный цвет олицетворяет единство севера и юга страны, её государственный суверенитет;
- Жёлтый цвет символизирует солнце, а также саванны в северной части страны[2].

Золотая звезда олицетворяет единство государства.

## Исторические флаги

#### В составе владений Германии

Проект герба Камеруна, 1914 год

В марте 1883 года гамбургские торговые дома «Карл Вёрман» и «Янцен и Тормелен», стремившиеся организовать монопольную торговлю с центральноафриканскими мусульманскими государствами, предложили правительству Германии аннексировать часть побережья Гвинейского залива, где ими с вождями дуала были заключены договоры «о защите». Канцлер Германской империи князь Отто фон Бисмарк в апреле 1884 года поручил генеральному консулу Германии в Тунисе Густаву Нахтигалю по пути к берегам Юго-Западной Африки произвести поднятие германских флагов на тех участках африканского побережья, над которыми провозглашалась «защита» Германии. 21 июля 1884 года на церемонии в городе Дуала прибывший на канонерской лодке «Чайка» Густав Нахтигаль подписал с верховным вождём дуала договор о переходе на 30 лет «под защиту» Германии земель дуала на побережье и поднял вдоль него германские государственные военные флаги (нем. die Reichskrigsflagge).
На следующий год в протекторат был назначен губернатор, на Берлинской конференции (1884—1885) были определены границы протектората во внутренних областях континента, с 15 июня 1896 года было установлено официальное название Протекторат Германская Северо-Западная Африка (1 января 1901 года переименован в Протекторат Камерун).

Германская Западно-Африканская торговая компания (DWAG)

С 1896 года на территории Германской Северо-Западной Африки осуществляла свою деятельность Германская Западно-Африканская компания (нем. Deutsch West-Afrikanischen Handelsgesellschaft, DWAG), флагом которой было белое полотнище с красным прямым крестом, в центре которого был изображён жёлтый круг с чёрным орлом, а в белых прямоугольниках между крестовинами была изображена аббревиатура компании — DWAG.

Проект флага Протектората Камерун, 1914 год

В 1914 году под наблюдением статс-секретаря имперского колониального ведомства Германии Вильгельма Зольфа были разработаны проекты гербов и флагов для всех германских колониальных владений. Проекты гербов представляли собой увенчанные германской императорской короной щиты, в серебряной главе которых был изображён прусский чёрный одноглавый орёл с чёрно-серебряным щитком из родового герба Гогенцоллернов на груди, а в основном поле щита изображалась собственно эмблема владения. Для Камеруна предлагалось установить в качестве его символа изображение серебряной головы слона в червлёном (красном) поле. В качестве флагов колониальных владений предлагалось утвердить чёрно-бело-красный национальный флаг Германии с эмблемой в виде щита, содержащий нижнюю часть из герба (то есть символ собственно колонии или протектората). Но начавшаяся Первая мировая война помешала осуществлению этого плана и гербы и флаги германских колониальных владений никогда не были утверждены и уже к февралю 1916 года Камерун был оккупирован британскими и французскими войсками.

#### Под мандатом Лиги Наций и опекой ООН
Версальским договором от 28 июня 1919 года бывший германский Камерун был формально разделен между Францией и Великобританией (до этого всем Камеруном управляла французская временная военная администрация). 20 июля 1922 года Лига Наций предоставила Франции и Великобритании мандаты группы «В» на управление Камеруном. Франция включила французский Камерун (фр. Cameroun) в состав Французской Экваториальной Африки в качестве отдельной административно-территориальной единицы, британский Камерун (англ. Cameroons) Великобритания передала под управление британских колониальных властей Нигерии.
После прекращения существования Лиги Наций ООН в 1946 году изменила статус подмандатных территорий Лиги Наций на статус подопечных территорий Объединенных Наций.
Своих флагов французский и британский Камеруны не имели; даже когда 1 октября 1954 года британский Камерун стал автономной частью Нигерии, суда его администрации не получили служебного флага с эмблемой владения.

#### Современные символы
С 1948 года борьбу за независимость и воссоединение страны вёл Союз народов Камеруна, флагом которого с 22 мая 1955 года было красное полотнище с изображением чёрного краба (возможно, выбор этого изображения как-либо связан с происхождением названия «Камерун» от порт. Rio dos Camarões — «река креветок»).
Избранная 23 декабря 1956 года Камерунская Законодательная Ассамблея на своей первой сессии 10 мая 1957 года выбрала флаг (подтверждён законом № 46 от 29 октября 1957 года) Автономной Республики Камерун (фр. République Autonome du Cameroun — подопечной территории ООН Камерун под управлением Франции), состоявший из трёх равновеликих вертикальных полос — зелёной, красной и жёлтой. Этот флаг стал вторым (после флага Ганы) флагом в новейшей истории, составленным из панафриканских цветов.
Под этим флагом 1 января 1960 года была провозглашена независимость страны, флаг был подтверждён принятой 21 февраля 1960 года конституцией страны, по которой с 1 марта 1960 года она получила название Республика Камерун (фр. République du Cameroun).
11 февраля 1961 года ООН провела в британском Камеруне плебисцит, участники которого должны были высказаться или за союз с Нигерией, или за союз с Камеруном. Большинство участников плебисцита в северной части британского Камеруна высказались за присоединение к Нигерии, большинство участников в южной части британского Камеруна — за присоединение к Республике Камерун. Уже в апреле 1961 года в Республике Камерун был разработан проект флага для нового объединённого государства: два государства-члена должны были олицетворять две золотые звёздочки на флаге. Этот флаг был утверждён и впервые поднят 1 октября 1961 года при провозглашении Федеративной Республики Камерун, состоявшей из двух государств-членов — Восточного Камеруна (бывшая Республика Камерун) и Западного Камеруна (бывшая южная часть подопечной территории ООН Камерун под управлением Великобритании).
20 мая 1972 года была принята на референдуме и 2 июня 1972 года вступила в силу новая конституция, по которой в стране было упразднено федеративное устройство, она стала называться Объединённая Республика Камерун и с 20 мая 1975 года на флаге вместо двух золотых звёздочек на зелёной полосе стала изображаться как символ единства государства одна большая золотая пятиконечная звезда в центре красной полосы.
С 4 февраля 1984 года страна стала называться Республика Камерун, но её флаг остался без изменений.

Автономная Республика Камерун 10 мая 1957 — 1 марта 1960, Республика Камерун 1 марта 1960 — 1 октября 1961
Федеративная Республика Камерун 1 октября 1961 — 2 июня 1972 Объединенная Республика Камерун 2 июня 1972 — 20 мая 1975
Объединённая Республика Камерун 20 мая 1975 — 4 февраля 1984, Республика Камерун (с 4 февраля 1984)

## Список официальных названий страны
Официальное названия страны после получения автономии:
- с 15 мая 1957 года — Автономная Республика Камерун;
- с 1 марта 1960 года — Республика Камерун;
- с 1 января 1961 года — Федеративная Республика Камерун (состояла из двух государств-членов — Восточного Камеруна (бывшая Республика Камерун) и Западного Камеруна (бывший Южный Камерун);
- с 2 июня 1972 года — Объединённая Республика Камерун;
- с 4 февраля 1984 года — Республика Камерун.